# PROZ
PROZ (англ. Protein Z, vitamin K dependent plasma glycoprotein) – білок, який кодується однойменним геном, розташованим у людей на короткому плечі 13-ї хромосоми. Довжина поліпептидного ланцюга білка становить 400 амінокислот, а молекулярна маса — 44 744.
| 10         |  | 20         |  | 30         |  | 40         |  | 50         |
| ---------- |  | ---------- |  | ---------- |  | ---------- |  | ---------- |
| MAGCVPLLQG |  | LVLVLALHRV |  | EPSVFLPASK |  | ANDVLVRWKR |  | AGSYLLEELF |
| EGNLEKECYE |  | EICVYEEARE |  | VFENEVVTDE |  | FWRRYKGGSP |  | CISQPCLHNG |
| SCQDSIWGYT |  | CTCSPGYEGS |  | NCELAKNECH |  | PERTDGCQHF |  | CLPGQESYTC |
| SCAQGYRLGE |  | DHKQCVPHDQ |  | CACGVLTSEK |  | RAPDLQDLPW |  | QVKLTNSEGK |
| DFCGGVIIRE |  | NFVLTTAKCS |  | LLHRNITVKT |  | YFNRTSQDPL |  | MIKITHVHVH |
| MRYDADAGEN |  | DLSLLELEWP |  | IQCPGAGLPV |  | CTPEKDFAEH |  | LLIPRTRGLL |
| SGWARNGTDL |  | GNSLTTRPVT |  | LVEGEECGQV |  | LNVTVTTRTY |  | CERSSVAAMH |
| WMDGSVVTRE |  | HRGSWFLTGV |  | LGSQPVGGQA |  | HMVLVTKVSR |  | YSLWFKQIMN |
|            |  |            |  |            |  |            |  |            |

A: Аланін

C: Цистеїн

D: Аспарагінова кислота

E: Глутамінова кислота

F: Фенілаланін

G: Гліцин

H: Гістидин

I: Ізолейцин

K: Лізин

L: Лейцин

M: Метіонін

N: Аспарагін

P: Пролін

Q: Глутамін

R: Аргінін

S: Серин

T: Треонін

V: Валін

W: Триптофан

Кодований геном білок за функцією належить до гомологів серинових протеаз. 
Задіяний у таких біологічних процесах, як зсідання крові, гемостаз, альтернативний сплайсинг. 
Білок має сайт для зв'язування з іоном кальцію. 
Секретований назовні.